# Bottles to the Ground
Bottles to the Ground è un EP del gruppo punk rock statunitense NOFX, pubblicato nel 2000 dalla Epitaph Records.

## Il disco
Il singolo è stato pubblicato in sole 40 000 copie. I pezzi Bottles to the Ground e Dinosaurs Will Die son estratti dall'album  Pump Up the Valuum. Lower doveva far parte della lista tracce dell'album, ma fu scartata in favore di Total Bummer. Il pezzo venne successivamente inserito nella raccolta 45 or 46 Songs That Weren't Good Enough to Go on Our Other Records.

## Tracce
1. Bottles to the Ground – 2:22
2. Lower – 2:47
3. My Name Is Bud – 0:51
4. Dinosaurs Will Die – 2:48

## Formazione
- Fat Mike - basso e voce
- El Hefe - chitarra e voce
- Eric Melvin - chitarra
- Erik Sandin - batteria